# Börje Frykenstam
Börje Åke Frykenstam, född 13 februari 1936 i Brunskogs församling i Värmland, död 26 juni 2021 i Stockholm, var en svensk målare.
Frykenstam utbildades formellt vid Konstfack och genom olika målarkurser. Han växte upp på Hägerstensåsen i Stockholm. Vid Lilla Horn på Öland hade han sedan 1960-talet en sommarateljé. Frykenstams favoritmotiv var Stockholm och Öland.